# چیج اند اسکا
چیج اند اسکا (به انگلیسی: Chage and Aska) یک گروه موسیقی محبوب ژاپنی بودند که متشکل دو خواننده و ترانه‌سرا مرد بود: چیج و اسکا. آنها تاکنون بیش از ۳۱ میلیون آلبوم و تک آهنگ در ژاپن به فروش رسانده‌اند.
در سال ۱۹۹۵ یک موزیک ویدئو از ترانه به جای خود ساخته این گروه توسط استودیو جیبوری ساخته شد. هایائو میازاکی پس از مواجه با سد نویسندگی در شاهزاده مونونوکه، به عنوان یک پروژه فرعی این فیلم کوتاه را نوشت و کارگردانی کرد. این انیمیشن کوتاه با عنوان تئاتر تجربی جیبوری به جای خود در ژوئن ۱۹۹۵ در کنسرت پخش شد و حتی به عوان پیش نمایش کوتاه، قبل از اکران زمزمه قلب در سینماها نیز اکران شد.
چاگه و آسکا رسماً «تعلیق نامحدود» گروه را در ۳۰ ژانویه ۲۰۰۹ اعلام کردند تا بر روی کارهای انفرادی خود تمرکز کنند.
در سال ۲۰۱۳، چیج و اسکا تصمیم گرفتند فعالیت‌های خود را پس از یک وقفه چهار ساله احیا کنند.
در سال ۲۰۱۴، آسکا و دوست دخترش با مواد مخدر دستگیر و بازداشت شدند. خبر دستگیری آنان در اطراف ژاپن جنجالی شد. او به ۳ سال حبس تعلیقی محکوم شد.
در سال ۲۰۱۹، آسکا خروج از گروه را اعلام کرد.

## دیسکوگرافی
| - Kazemai (1980) - Neppū(۱۹۸۱) - Tasogare no Kishi (1982) - Chage and Asuka: 21 Seiki (1983) - Inside (1984) - Z=One (1985) - Turning Point (1986) - Mix Blood (1986) - Mr.Asia (1987) - Rhapsody (1988) - Energy (1988) - Pride (1989) - See Ya (1990) - Tree (1991) - Guys (1992) - Red Hill (1993) - Code Name 1 Brother Sun (1995) - Code Name 2 Sister Moon (1996) - No Doubt (1999) - Not at All (2001) - Double (2007) | - Standing Ovation (1985) - Super Best (1987) - The Story of Ballad (1990) - Super Best II (1992) - Yin & Yang (1994) - Chage & Aska Very Best Roll Over 20th (1999) - The Story of Ballad II (2004) - Nothing But C&A (2009) |